# Тішіко Кінг
Тішіко Кінг (родом з острова Йорк на островах Торресової протоки в Австралії) — директорка кампанії в складі кліматичній мережі Seed Indigenous Youth Climate Network, учасниця Конференції ООН зі зміни клімату 2021 року (COP26) у Глазго, де також представляла організацію островів Торресової протоки «Наші острови — наш дім».

## Походження та навчання
Кінг, корінна австралійка (з групи Каурарег або Кулькалаїг), проживала на острові Масіг (острів Йорк) і має тісні родинні зв'язки з островом Баду, розташованим у Торресовій протоці. Кулькалаїг є корінним народом, який живе на Центральному острові, який розташований серед островів Торресової протоки. Представники цього народу також живуть на островах Масіг, Нагір і Туд.
У молодому віці Кінг покинула свій дім, щоб навчатися у школі-інтернаті та виросла в шахтарському містечку, відчуваючи на собі вплив на довкілля в результаті видобутку корисних копалин. Після одного року навчання на бакалавраті вона покинула університет і працювала в курортному містечку на острові Мортон, на північний схід від Брисбена, що зміцнило її інтерес до океану. На рішення Тішіко Кінг продовжити кар'єру морського біолога також вплинув циклон «Гаміш» у 2009 році, який пошкодив корабель MV Pacific Adventurer. Це призвело до розливу палива та розгерметизації контейнерів з аміачною селітрою в Коралове море, які також забрудило берег острова Мортон та прилеглі території. Кінг увійшла до бригади з очищення бруд на острові Мортон. Вона на власні очі побачила шкоду, завдану береговій лінії та морським мешканцям. Кінг отримує ступінь бакалавра в університеті Гріффіт.

## Кар'єра та активізм
Через кілька років Кінг повернулася до університету, щоб вивчати океанологію в Університеті Гріффіта в Південно-Східному Квінсленді за підтримки CSIRO, австралійського агентства, відповідального за наукові дослідження. Потім вона працювала офіцером зв'язку з корінним населенням у компанії з видобутку бокситів у Вейпі, на півострові Кейп-Йорк у Квінсленді. Згодом стала директоркою кампанії в Seed Indigenous Youth Climate Network, а також працює координатором діяльності волонтерів на Фестивалі екологічного кіно в Австралії. Вона також є організатором громадської спільноти «Наші острови, наш дім».
На зустрічі COP26 у Глазго в листопаді 2021 року Кінг представляла діяльність організацій «Кліматична мережа корінної молоді» та «Наші острови, наш дім». Через обмеження внаслідок COVID-19 вона була однією з небагатьох австралійців, які брали участь у заході. Вона вперше усвідомила вплив кліматичних змін, коли побачила вплив морської ерозії на кладовище своїх предків на острові Масіг, допомагаючи зібрати їхні кістки для перепоховання, а також помітила, що риба зникає з традиційних місць лову. Тішіко Кінг засудила бездіяльність федерального уряду Австралії за те, що він не попередив корінне населення про свої плани досягнення чистих нульових викидів до 2050 року, оприлюдненому незадовго перед засіданням COP26.
Участь Тішіко Кінг у саміті стала можливою завдяки краудфандингу. Після завершення саміту вона опублікувала статтю під назвою «Порожні слова, жодних дій: Cop26 підвів людей з перших націй» (англ. — Empty words, no action: Cop26 has failed First Nations people), яка була опублікована в онлайн-газеті The Guardian і відтворена на багатьох інших веб-сайтах.